# Nagirjávri
Nagirjávri, enligt tidigare ortografi Nakerjaure, är en sjö i Kiruna kommun i Lappland som ingår i Torneälvens huvudavrinningsområde. Finsktalande kallar sjön för Nakerijärvi. Sjön har en area på 6,48 kvadratkilometer och ligger 532 meter över havet. Nagirjávri ligger i Torne och Kalix älvsystem Natura 2000-område. Sjön avvattnas av vattendraget Nagireatnu.

## Delavrinningsområde
Nagirjávri ingår i det delavrinningsområde (757006-166049) som SMHI kallar för Utloppet av Nakerjaure. Medelhöjden är 610 meter över havet och ytan är 27,23 kvadratkilometer. Räknas de 4 avrinningsområdena uppströms in blir den ackumulerade arean 170,43 kvadratkilometer. Nagireatnu som avvattnar avrinningsområdet har biflödesordning 1, vilket innebär att vattnet flödar genom totalt 1 vattendrag (Torne älv) innan det når havet efter 446 kilometer. Avrinningsområdet består mestadels av skog (17 procent) och kalfjäll (56 procent). Avrinningsområdet har 6,75 kvadratkilometer vattenytor vilket ger det en sjöprocent på 24,8 procent.